# Olympische Sommerspiele 2012/Radsport – Keirin (Männer)
Das Keirinrennen der Männer bei den Olympischen Spielen 2012 in London fand am 7. August 2012 im Lee Valley VeloPark statt.
Olympiasieger wurde Chris Hoy aus Großbritannien. Silber gewann der Deutsche Maximilian Levy und Bronze sicherten sich Simon van Velthooven aus Neuseeland und Teun Mulder aus den Niederlanden.

## Ergebnisse

### 1. Runde
Die zwei Bestplatzierten jeden Laufes qualifizierten sich direkt für die zweite Runde, die übrigen Athleten hatten die Möglichkeit, sich über den Hoffnungslauf für die zweite Runde zu qualifizieren.

#### Lauf 1
| Rang | Athlet               | Nation              |
| ---- | -------------------- | ------------------- |
| 1    | Chris Hoy            | Großbritannien      |
| 2    | Simon van Velthooven | Neuseeland          |
| 3    | Juan Peralta         | Spanien             |
| 4    | Sergei Borissow      | Russland            |
| 5    | Njisane Phillip      | Trinidad und Tobago |
| 6    | Kazunari Watanabe    | Japan               |

#### Lauf 2
| Rang | Athlet          | Nation      |
| ---- | --------------- | ----------- |
| 1    | Maximilian Levy | Deutschland |
| 2    | Teun Mulder     | Niederlande |
| 3    | Hersony Canelón | Venezuela   |
| 4    | Kamil Kuczyński | Polen       |
| 5    | Shane Perkins   | Australien  |
| 6    | Zhang Miao      | China       |

#### Lauf 3
| Rang | Athlet             | Nation       |
| ---- | ------------------ | ------------ |
| 1    | Mickaël Bourgain   | Frankreich   |
| 2    | Azizulhasni Awang  | Malaysia     |
| 3    | Fabián Puerta      | Kolumbien    |
| 4    | Joseph Veloce      | Kanada       |
| 5    | Denis Špička       | Tschechien   |
| 6    | Christos Volikakis | Griechenland |

### Hoffnungsläufe 1. Runde
Die drei Bestplatzierten eines jeden Laufes qualifizierten sich für die zweite Runde.

#### Lauf 1
| Rang | Athlet             | Nation              |
| ---- | ------------------ | ------------------- |
| 1    | Christos Volikakis | Griechenland        |
| 2    | Juan Peralta       | Spanien             |
| 3    | Njisane Phillip    | Trinidad und Tobago |
| 4    | Joseph Veloce      | Kanada              |
| 5    | Sergei Borissow    | Russland            |
| 6    | Zhang Miao         | China               |

#### Lauf 2
| Rang | Athlet            | Nation     |
| ---- | ----------------- | ---------- |
| 1    | Kazunari Watanabe | Japan      |
| 2    | Hersony Canelón   | Venezuela  |
| 3    | Shane Perkins     | Australien |
| 4    | Kamil Kuczyński   | Polen      |
| 5    | Fabián Puerta     | Kolumbien  |
| 6    | Denis Špička      | Tschechien |

### 2. Runde
Die besten drei Athleten eines jeden Laufs qualifizierten sich für das Finale. Die übrigen Athleten fuhren um die Plätze sieben bis zwölf.

#### Lauf 1
| Rang | Athlet             | Nation              |
| ---- | ------------------ | ------------------- |
| 1    | Chris Hoy          | Großbritannien      |
| 2    | Azizulhasni Awang  | Malaysia            |
| 3    | Teun Mulder        | Niederlande         |
| 4    | Njisane Phillip    | Trinidad und Tobago |
| 5    | Juan Peralta       | Spanien             |
| 6    | Christos Volikakis | Griechenland        |

#### Lauf 2
| Rang | Athlet               | Nation      |
| ---- | -------------------- | ----------- |
| 1    | Maximilian Levy      | Deutschland |
| 2    | Simon van Velthooven | Neuseeland  |
| 3    | Shane Perkins        | Australien  |
| 4    | Mickaël Bourgain     | Frankreich  |
| 5    | Hersony Canelón      | Venezuela   |
| 6    | Kazunari Watanabe    | Japan       |

### Finale

#### Finale (Plätze 7–12)
| Rang | Athlet             | Nation              |
| ---- | ------------------ | ------------------- |
| 7    | Njisane Phillip    | Trinidad und Tobago |
| 8    | Mickaël Bourgain   | Frankreich          |
| 9    | Christos Volikakis | Griechenland        |
| 10   | Juan Peralta       | Spanien             |
| 11   | Kazunari Watanabe  | Japan               |
| 12   | Hersony Canelón    | Venezuela           |

#### Finale (Plätze 1–6)
| Rang | Athlet               | Nation         |
| ---- | -------------------- | -------------- |
| 1    | Chris Hoy            | Großbritannien |
| 2    | Maximilian Levy      | Deutschland    |
| 3    | Simon van Velthooven | Neuseeland     |
| 3    | Teun Mulder          | Niederlande    |
| 5    | Shane Perkins        | Australien     |
| 6    | Azizulhasni Awang    | Malaysia       |